# Jeux de la Commission de la jeunesse et des sports de l'océan Indien
Les Jeux de la Commission de la jeunesse et des sports de l'océan Indien, ou Jeux de la CJSOI, sont des jeux sportifs organisés tous les deux ans par la Commission de la jeunesse et des sports de l'océan Indien et qui concernent le sud-ouest de l'océan Indien, c'est-à-dire Djibouti, les Comores, Madagascar, Maurice, Mayotte, les Seychelles et La Réunion. À la différence des Jeux des îles de l'océan Indien, qui concernent les sportifs confirmés, ils ne s'adressent qu'aux jeunes de la région.

## Les différentes éditions
1. La première édition à Maurice en 1995.
2. La deuxième édition aux Seychelles en 1999.
3. La troisième édition à Madagascar en 2001.
4. La quatrième édition à  Madagascar, Maurice, La Réunion et aux Seychelles en 2004.
5. La cinquième édition à Maurice en 2006.
6. La sixième édition aux Seychelles en 2008.
7. La septième édition à La Réunion en 2010.
8. La huitième édition aux  Comores en 2012.
9. La neuvième édition à Djibouti en 2014.
10. La dixième édition à Madagascar en 2016.
11. La onzième édition à Djibouti en 2018.
12. La douzième édition à Maurice en 2022.
13. La treizième édition aux Seychelles en 2025.

La 7e édition se déroule du 30 juillet au 7 août 2010, pour la première fois à La Réunion. Un total de 700 personnes y prennent part, parmi lesquelles 500 participants, des jeunes de 14 à 17 ans. Les sports représentés sont l'athlétisme, le football, le volleyball et le tennis. L'événement est également l'occasion d'activités relatives à la musique, au journalisme et au spectacle.